# Prasong Soonsiri

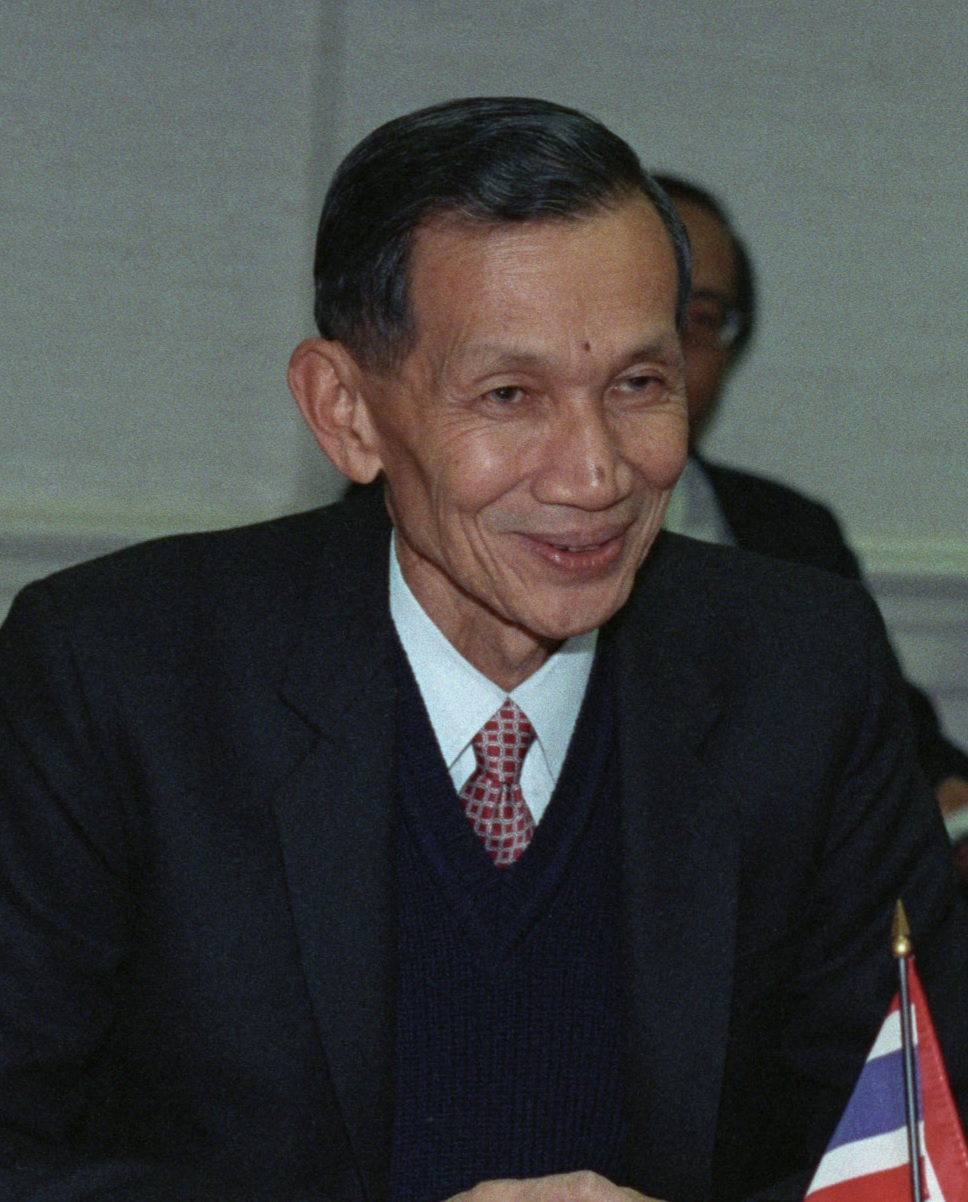
Prasong Soonsiri (1993)

Prasong Soonsiri (thailändisch ประสงค์ สุ่นศิริ, RTGS Sunsiri; * 11. August 1927 in Amphoe Ban Pong, Provinz Ratchaburi) ist ein thailändischer Luftwaffenoffizier und ehemaliger Politiker. Er war von Oktober 1992 bis Oktober 1994 Außenminister von Thailand. Er spielte eine wichtige Rolle beim Militärputsch im September 2006.

## Militärkarriere
Prasong begann seine Karriere in der Thailändischen Luftwaffe und brachte es dort bis zum Major. Einen Teil seiner Ausbildung absolvierte er in den USA, wo er luftgestützter Aufklärung lernte. 1966 wurde er in die militärische Abteilung des Nationalen Sicherheitsrats berufen, dessen Gesamtvorsitz er 1980 übernahm. In dieser Rolle spielte er eine bedeutende Rolle bei der Entwicklung einer harten Linie gegenüber Vietnam im Konflikt um Kambodscha, wobei er eng mit seinem ehemaligen Chef, dem Außenminister Siddhi Savetsila, zusammenarbeitete.

## Politische Tätigkeit

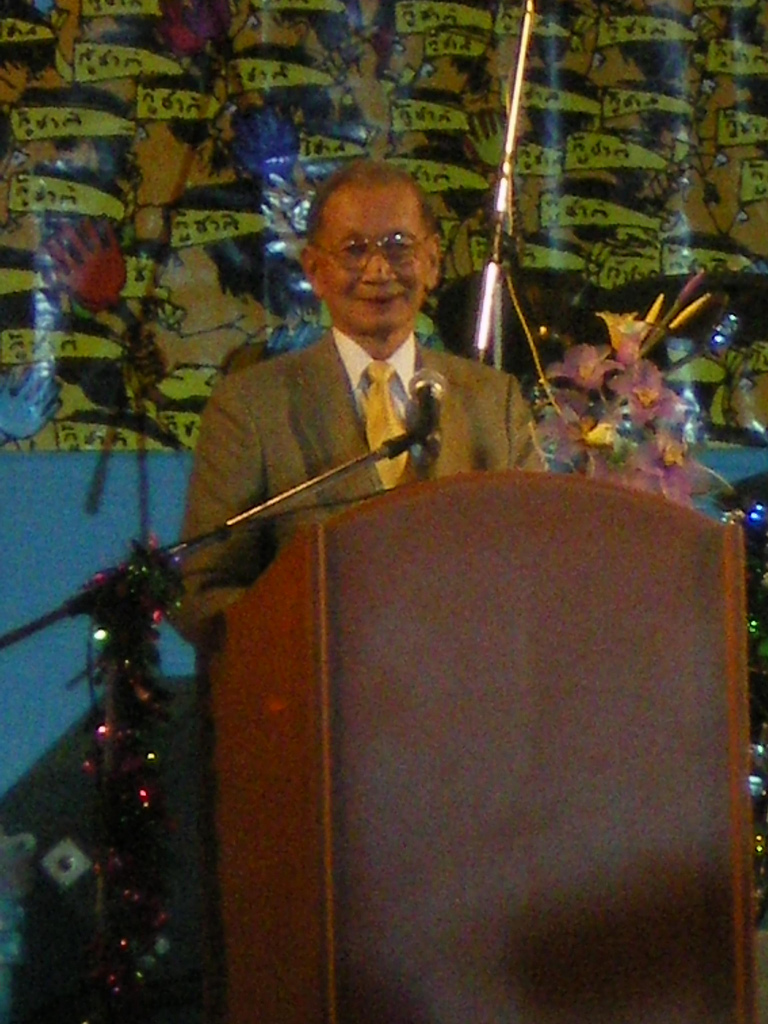
Prasong Soonsiri auf einer Versammlung der Volksallianz für Demokratie („Gelbhemden“) im Thunder Dome, Mueang Thong Thani, 2008

Ab August 1986 diente er als Generalsekretär des Kabinetts von Premierminister Prem Tinsulanonda. Mit dem Ende von dessen Amtszeit schied auch Prasong aus der Regierung.
Nach dem Rücktritt Prems näherte sich Prasong der Partei Neue Hoffnung an, die vom früheren Armeechef General Chavalit Yongchaiyudh geführt wurde, und wurde deren Generalsekretär. Er trat aber wieder aus, nachdem Differenzen um die Verteilung von Wahlkreisen nach künftigen Wahlen auftraten. Er warf der Partei vor, Kandidatenplätze an so genannte „einflussreiche Personen“ oder „Paten“ verkauft zu haben. Er ging anschließend zur Partei Palang Dharma, die vom ehemaligen General Chamlong Srimuang geführt wurde und bei der Wahl im September 1992 recht erfolgreich abschnitt.
Er wurde am 2. Oktober 1992 Außenminister im Kabinett Chuan Leekpais und spielte eine Rolle bei der Befriedung des Verhältnisses zu Vietnam. Andererseits spielte er die traditionelle thailändische geopolitische Sicherheitspolitik in Südostasien in den Vordergrund. Am 25. Oktober 1994 wurde er durch ein anderes Mitglied der Palang Dharma ersetzt, den späteren Premierminister von Thailand Thaksin Shinawatra.
Prasong war schon früh ein Kritiker Thaksins. Er warf ihm in seiner Kolumne in der Zeitung Naew Na im Vorfeld der Wahl 2001 vor, Abgeordnete für ihr Überlaufen zu seiner Thai-Rak-Thai-Partei bezahlt zu haben. Thaksin verklagte ihn daraufhin wegen Verleumdung. Als Thaksin 2001 in einem Verfahren wegen verheimlichten Vermögens vom Verfassungsgericht freigesprochen wurde, bezichtigte er die Richter der Bestechlichkeit. Prasong wurde abermals wegen Verleumdung verklagt, er wurde jedoch freigesprochen.
Im September 2006 spielte er eine entscheidende Rolle beim Putsch gegen Thaksin, für den er ab Juli desselben Jahres Pläne ausgearbeitet hatte. Nach dem Putsch berief ihn die Militärjunta in die Nationale Legislativversammlung und zum Vorsitzenden des Ausschusses, der die Verfassung von 2007 ausarbeitete. Er gilt als Vertrauter des Kronratspräsidenten Prem Tinsulanonda.